# Hambüren
Hambüren ist eine Bauerschaft mit der Siedlung Velpe in der Gemeinde Westerkappeln im westfälischen Tecklenburger Land mit zirka 1039 Einwohnern.

## Siedlung Velpe
Der südlich von Westerkappeln gelegene Siedlung beherbergt eine alte Wassermühle, welche auch die Galerie des verstorbenen Velper Malers Gustav Künnemann beheimatet, sowie das Haus Velpe, das bis zum Jahr 1879 ein Rittergut war. Dank der Lage in unmittelbarer Nähe zum Autobahnkreuz Lotte-Osnabrück ist Velpe sehr gut über die Bundesautobahn 30 und die Bundesautobahn 1 zu erreichen. Der Bahnhof Velpe (Westf), gelegen an der Bahnstrecke Löhne–Rheine und der stillgelegten Perm-Bahn, wird mittlerweile nicht mehr vom Personenverkehr bedient. Durch das Industriegebiet Westerkappeln-Velpe in der Industriestraße stellt Velpe einen für die wirtschaftliche Infrastruktur bedeutenden Ort in der Region dar, viele Bürger Velpes und der umliegenden Orte finden dort Arbeit.

## Haus Velpe

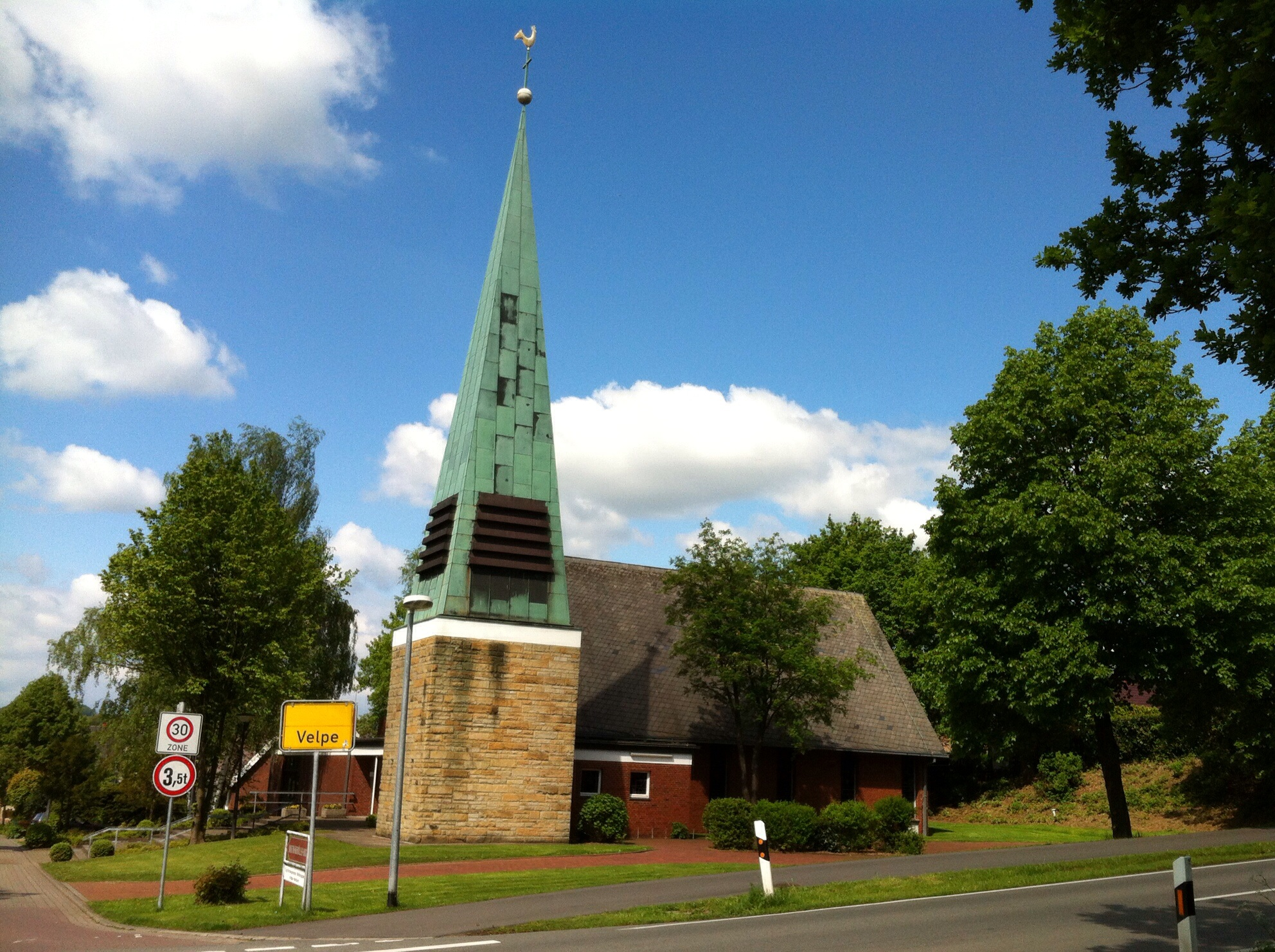
Evangelische Kirche Hambüren in der Siedlung Velpe

Das Haus Velpe war ein Lehen der Grafschaft Tecklenburg und befand sich im Eigentum der Familie von Velpe. Der Besitz wechselte 1565 zu Georg von Holle, 1575 zu den von Kerssenbrock, 1590 zu den von Münster, 1630 zu den von Meyher und im 18. Jh. zu den von Grüter und von Siegroth. Heinrich Dietrich Tilée kaufte im Jahr 1801 die gesamte Gebäudeeinheit. Nach mehrfachen Eigentümerwechseln erwarb 1898 die Familie Echterhoff das Gut. Als eingetragenes Rittergut wurde das Haus Velpe am 25. Januar 1879 gelöscht. Das ursprüngliche Herrenhaus wurde durch einen Neubau ersetzt. Erhalten blieben das Torhaus und ein Teil der Gräfte.

## Veranstaltungen
Eine der größten Veranstaltungen in Velpe war das jährlich am 1. Mai stattfindende Oldtimertreffen. Das Treffen fand erstmals im Jahr 1974 statt. Im Zentrum stand eine etwa 50 km Orientierungsfahrt durch das Tecklenburger Land. Startpunkt war am Gasthaus Mühleneck.

## Freizeit
Südlich der A30 und des Gewerbegebiets Velpe liegt der Golfclub Habichtswald.

## Söhne und Töchter des Ortes
- Friedrich Harte (1872–1941), deutscher Politiker (DVP)